# Xi2 Sagittarii
Xi2 Sagittarii (ξ2 Sgr / ξ2 Sagittarii / Xi-2 Sagittarii, Nergal, Nereghal, 37 Sagittarii....) è una gigante gialla o arancione di classe spettrale G9 o, a seconda delle fonti, di tipo K, delle classe di luminosità II o III. Splende alla magnitudine apparente di 3,53 e dista 372 al da noi.
Insieme con una stella con la quale condivide il nome nella nomenclatura di Bayer, ξ1 Sagittarii, essa forma un asterismo, che appare come una stella doppia risolvibile anche a occhio nudo: in realtà si tratta di due stelle molto distanti fra loro: Xi1 Sagittarii infatti dista dal nostro sistema solare ben 3 200 anni luce.

## Occultazioni
Per la sua posizione prossima all'eclittica, è talvolta soggetta ad occultazioni da parte della Luna e, più raramente, dei pianeti, generalmente quelli interni. Infatti, l'ultima occultazione da parte di un pianeta (Venere) avvenne il 21 dicembre 1810, mentre la prossima occultazione lunare sarà visibile il 18 febbraio 2012..